# Климент VII (антипапа)
Антипапа Климент VII (1342, Женева - 16 септември 1394, Авиньон), роден Робер от Женева е висш духовник в католическата църква, епископ, а по-късно и антипапа в опозиция на Урбан VI.
В 1361 става епископ на Теуран (Франция), в 1368 - архиепископ на Камбре, а в 1371 г. - кардинал. Изпратен е като папски легат да потуши т.нар. Бунт на осемте светци, където лично предвожда войска срещу бунтуващите се италиански градове-държави.
След смъртта на папа Григорий XI, в търсенето на негов наследник настъпва разкол между кардиналите. Макар Григорий XI да връща столицата си в Рим, множеството кардинали са французи и настояват да я върнат обратно в Авиньон. Италианското малцинство и италианският народ не приемат, и на 8 април 1378, народа превзема двореца в който се води конклава и настоява за избор на италиански папа. Под натиск, кардиналската колегия избира епископа на Бари – Вартоломей Приняно, който приема името Урбан VI. Недоволните френски кардинали заедно със свои поддръжници обявяват избора на Урбан за невалиден, и на негово място избират Робер от Женева който приема името Климент VII. Това полага началото на Великата западна (папска) схизма.
Антипапството е признато от Франция, Навара, Кастилия, Арагон, Португалия, Шотландия, Савоя, и части от Южна Германия. Неспособен да се задържи в Италия, се завръща в Авиньон, където става зависим от волята на френския кралски двор. Отказва се от част от папските си територии в полза на Луи II, граф Анжу, отдава се на симония и изнудване, за да поддържа двора си. Не прави опити за прекратяване на схизмата.
Умира в 1394. Наследен е от антипапа Бенедикт XIII. Впоследствие е обявен за антипапа, като се изготвя правило, установяващо, че в случаи на втори претендент за папството, то е в правото на общо църковен събор да реши легитимността на претендентите.